# Dalaborgs län
Dalaborgs län var ett slottslän i landskapet Dalsland för borgen Dalaborg under drottning Margaretas regeringstid (1389–1412) och upphörde efter att borgen raserats 1434.
Länet omfattade större delen av landskapet och omfattade Sundals,  Nordals, Tössbo och Nordmarks härader.